# Chris Witty
Christine (Chris) Diane Witty (Waukesha (Wisconsin), 23 juni 1975) is een Amerikaans schaatsster.

## Schaatscarrière

### Langebaan
Witty begon zoals de meeste Amerikaanse langebaanschaatsers als short-tracker. In 1991 stapte ze over naar het langebaanschaatsen en werd direct Amerikaans Juniorenkampioene. Ze is een verdienstelijk rijdster op de korte en middellange afstanden. Haar specialismen zijn de 1000 en de 1500 meter. Behalve schaatsster is Witty ook wielrenster, ze nam zelfs deel aan de Olympische Zomerspelen in Sydney in 2000.
In 1998 nam Witty eenmalig deel aan het WK Allround. Op de 500m schaatste ze een nieuw kampioenschapsrecord en op de 1500m veroverde ze de bronzen medaille. De 18e plaats op de 3000m en de 12e plaats op de afsluitende 5000m deed haar op de 12e plaats in het klassement eindigen.
In februari 2002, een maand nadat bij haar de ziekte van Pfeiffer was vastgesteld, bekroonde Witty haar carrière met een gouden medaille op de 1000 meter tijdens de Olympische Winterspelen in Salt Lake City.

### Marathon
Sinds de zomer van 2007 woont Witty in Eindhoven. In het winterseizoen 2008/2009 debuteerde Witty in het Nederlandse marathonschaatspeloton voor de ploeg van Landjuweel. In die sport won zij 17 december 2008 de eerste wedstrijd in de Super Prestige op de 5 kilometer lange ijsbaan FlevOnice. Op 20 december 2008 wint Witty de achtste marathon in de Essent Cup. Op 30 januari 2009 werd bekend dat Witty vanaf seizoen 2009/2010 deel zal uitmaken van de marathon-schaatsploeg van DSB.

## Persoonlijk leven
Ze woont tegenwoordig samen met haar partner, haar voormalige collega-schaatsster Frouke Oonk.

## Records

### Persoonlijke records
| Afstand    | Tijd    | Datum            | Baan           |
| ---------- | ------- | ---------------- | -------------- |
| 500 meter  | 38,36   | 14 februari 2002 | Salt Lake City |
| 1000 meter | 1.13,83 | 17 februari 2002 | Salt Lake City |
| 1500 meter | 1.55,71 | 20 februari 2002 | Salt Lake City |
| 3000 meter | 4.22,57 | 14 maart 1998    | Heerenveen     |
| 5000 meter | 7.38,20 | 15 maart 1998    | Heerenveen     |

### Wereldrecords
| Nr. | Afstand                 | Tijd    | Datum            | Baan           |
| --- | ----------------------- | ------- | ---------------- | -------------- |
| jr1 | 1000 meter junioren     | 1.20,77 | 25 maart 1994    | Calgary        |
| jr2 | sprintvierkamp junioren | 162,820 | 26 maart 1994    | Calgary        |
| 1   | 1000 meter              | 1.15,43 | 23 november 1997 | Calgary        |
| 2   | 1000 meter              | 1.14,96 | 28 maart 1998    | Calgary        |
| 3   | 1000 meter              | 1.14,58 | 3 maart 2001     | Calgary        |
| 4   | 1000 meter              | 1.13,83 | 17 februari 2002 | Salt Lake City |

#### Wereldrecords laaglandbaan (officieus)
| Nr. | Afstand    | Tijd    | Datum           | Baan    |
| --- | ---------- | ------- | --------------- | ------- |
| 1.  | 1000 meter | 1.17,39 | 24 januari 1998 | Berlijn |

## Resultaten
| Jaar | Olympische Spelen           | WK Afstanden                | WK Allround | WK Sprint | WK Junioren |
| ---- | --------------------------- | --------------------------- | ----------- | --------- | ----------- |
| 1991 |                             |                             |             |           | NC18        |
| 1992 |                             |                             |             |           | NC17        |
| 1993 |                             |                             |             | 28e       | NC13        |
| 1994 | 23e 1000m                   |                             |             |           | 6e          |
| 1995 |                             |                             |             | 7e        |             |
| 1996 |                             | 10e 500m · 1000m            |             | Goud      |             |
| 1997 |                             | 20e 500m 5e 1000m           |             | Brons     |             |
| 1998 | 10e 500m · 1000m · 1500m    | 8e 500m · 1000m · 5e 1500m  | 12e         | Brons     |             |
| 1999 |                             |                             |             | 5e        |             |
| 2000 |                             | 7e 500m · 1000m · 8e 1500m  |             | Zilver    |             |
| 2001 |                             | 12e 500m 4e 1000m 8e 1500m  |             | 7e        |             |
| 2002 | 15e 500m · 1000m · 5e 1500m |                             |             |           |             |
| 2003 |                             | 18e 500m 9e 1000m           |             | 13e       |             |
| 2004 |                             | NS2 500m 6e 1000m           |             |           |             |
| 2005 |                             | 18e 500m 7e 1000m 11e 1500m |             | 16e       |             |
| 2006 | 28e 500m 27e 1000m          |                             |             | 24e       |             |
| 2007 |                             | 20e 500m 11e 1000m          |             | 22e       |             |

### Medaillespiegel
| Kampioenschap     | Goud | Zilver | Brons |
| ----------------- | ---- | ------ | ----- |
| Olympische Spelen | 1    | 1      | 1     |
| WK Afstanden      | 1    | 1      | 1     |
| WK Allround       | 0    | 0      | 0     |
| WK Sprint         | 1    | 1      | 2     |
| WK Junioren       | 0    | 0      | 0     |

1960: Klara Goeseva ·
1964: Lidia Skoblikova ·
1968: Carry Geijssen ·
1972: Monika Pflug ·
1976: Tatjana Averina ·
1980: Natalja Petroeseva ·
1984: Karin Enke ·
1988: Christa Rothenburger ·
1992: Bonnie Blair ·
1994: Bonnie Blair ·
1998: Marianne Timmer ·
2002: Christine Witty ·
2006: Marianne Timmer ·
2010: Christine Nesbitt ·
2014: Zhang Hong ·
2018: Jorien ter Mors ·
2022: Miho Takagi